# Quäkerzeugnis
Als Quäkerzeugnis oder die „Zeugnisse der Quäker“ wird das Verhalten der Mitglieder der Quäker bezeichnet, welches ihre Überzeugungen zum Ausdruck bringt. Es wird also in dem Sinne verwendet, dass „Zeugnis von der eigenen Überzeugung der Außenwelt gegenüber abgelegt wird.“ Auch in anderen Religionen und Konfessionen wird der Begriff des  Zeugnisses verwendet.

## Theologischer Hintergrund
Von Anfang an haben Quäker sich nicht über ein Glaubensbekenntnis definiert, sondern über ihre Lebensweise. Sie soll Ausdruck ihrer Überzeugungen sein und im Einklang stehen mit dem, was sie glauben und lehren. Die frühen Quäker verstanden ihre Gemeinschaft als sichtbares Zeichen des Reiches Gottes und glaubten, dass es schon zu Lebzeiten möglich sei, auf vollkommene Weise zu leben. Von daher ist die Ausrichtung der Quäker auf des Diesseits zu verstehen. Die Vorstellung einer posthumen Vervollkommnung des Menschen – etwa durch ein Fegefeuer – wird ausdrücklich verneint. So schrieb B. Holme:

„Oder, glauben sie, dass es ein Fegefeuer oder einen Ort gebe, wo sie nach dem Tode von ihren Sünden gereinigt werden könnten, was soll man sich dann wundern, wenn sie ein Leben führen, das zur Erfüllung und Befriedigung ihrer fleischlichen Begierden und Neigungen gereicht.“

In diesen Auffassungen standen sie dem radikalen Pietismus sehr nahe. Eine Reihe von namhaften deutschen Konvertiten stammten aus diesem Umfeld, so zum Beispiel Johann Georg Ludwig Seebohm, Gründer der Siedlung Friedensthal. Auch die Eidesleistung und der Militärdienst wurden sowohl von radikalen Pietisten als auch von Quäkern abgelehnt.

## Unterschiedliche Ausrichtungen
Die Idee, die Zeugnisse als Liste zu formulieren, ist relativ jung in der Quäkergeschichte und stammt aus den 1980er Jahren. Das Ohio Yearly Meeting (konservativ) tut dies bis heute noch nicht.
In den verschiedenen Ausrichtungen und Flügeln des Quäkertums herrscht keine Einigkeit darüber, welche Zeugnisse als verbindlicher Ausdruck des Quäkertums anzusehen sind. Eine Minimal-Schnittmenge bilden die Zeugnisse Frieden/Gewaltlosigkeit, Gleichheit, Wahrhaftigkeit und Einfachheit. Darüber hinaus haben die meisten Jahresversammlungen weitere Zeugnisse formuliert. Selbst unter den Mitgliedern derselben Jahresversammlung herrscht aber oft keine Einigkeit darüber, als wie verbindlich die jeweils formulierten Zeugnisse zu betrachten sind. Das einzige Zeugnis, das sehr früh verschriftlicht (und somit de facto kodifiziert) wurde und somit unter allen Quäkern als allgemein verbindlich gilt, ist das Friedenszeugnis.
|                                                                | New York Yearly Meeting | The Religious Society of Friends (Australia) | Philadelphia Yearly Meeting | La Jolla Religious Society of Friends (California) | Chena Ridge Friends Meeting (Alaska) | Canadian Yearly Meeting (A) | Canadian Yearly Meeting (B) | Southern Africa Yearly Meeting | friends church quakers mombasa (evangelikal) | Ohio Yearly Meeting (konservativ) | Baltimore Yearly Meeting | Lake Erie Yearly Meeting | Illinois Yearly Meeting | Iowa Yearly Meeting (konservativ) |
| -------------------------------------------------------------- | ----------------------- | -------------------------------------------- | --------------------------- | -------------------------------------------------- | ------------------------------------ | --------------------------- | --------------------------- | ------------------------------ | -------------------------------------------- | --------------------------------- | ------------------------ | ------------------------ | ----------------------- | --------------------------------- |
| Gleichheit                                                     | X                       | X                                            | X                           | X                                                  | X                                    | X                           | X                           | X                              | X                                            | X                                 | X                        | X                        | X                       | X                                 |
| Wahrhaftigkeit                                                 | X                       | X                                            | X                           | X                                                  | X                                    | X                           | X                           | X                              | X                                            | (X)                               | X                        | X                        | X                       | X                                 |
| Friedfertigkeit                                                | X                       | X                                            | X                           | X                                                  | X                                    | X                           | X                           | X                              | X                                            | (X)                               | X                        | X                        | X                       | X                                 |
| Einfachheit                                                    | X                       | X                                            | X                           | X                                                  | X                                    | X                           | X                           | X                              | X                                            | (X)                               | X                        | X                        | X                       | X                                 |
| Schutz der Erde                                                | X                       | X                                            | X                           |                                                    |                                      |                             |                             |                                |                                              |                                   |                          |                          |                         |                                   |
| Gemeinschaft                                                   | X                       | X                                            | X                           | X                                                  | X                                    | X                           |                             |                                | X                                            |                                   |                          | X                        | X                       | X                                 |
| Gegen Todesstrafe und Folter                                   | X                       |                                              |                             |                                                    |                                      |                             |                             |                                |                                              |                                   |                          |                          |                         |                                   |
| Ökonomische Gerechtigkeit                                      | X                       |                                              |                             |                                                    |                                      |                             |                             |                                |                                              |                                   |                          |                          |                         |                                   |
| Einsatz fur Strafvollzugsreform                                | X                       |                                              |                             |                                                    |                                      |                             |                             |                                |                                              |                                   |                          |                          |                         |                                   |
| Gerechte Aufteilung der weltweiten Ressourcen                  | X                       |                                              |                             |                                                    |                                      |                             |                             |                                |                                              |                                   |                          |                          |                         |                                   |
| Harmonie mit der Natur                                         |                         |                                              |                             | X                                                  |                                      |                             |                             |                                |                                              |                                   |                          |                          |                         |                                   |
| Einheit / Inklusion                                            |                         |                                              |                             | X                                                  | X                                    |                             |                             |                                |                                              |                                   |                          |                          |                         |                                   |
| Dienst                                                         |                         |                                              |                             |                                                    | X                                    |                             |                             |                                |                                              |                                   |                          |                          |                         |                                   |
| Verantwortungsvolles Handeln                                   |                         |                                              |                             |                                                    | X                                    | X                           |                             |                                | X                                            |                                   |                          |                          | X                       |                                   |
| Gerechtigkeit                                                  |                         |                                              |                             |                                                    |                                      |                             | X                           |                                |                                              |                                   |                          |                          |                         |                                   |
| Einheit mit der Schöpfung                                      |                         |                                              |                             |                                                    |                                      |                             | X                           |                                |                                              |                                   |                          |                          |                         |                                   |
| Soziale Gerechtigkeit                                          |                         |                                              |                             |                                                    |                                      |                             |                             | X                              |                                              |                                   |                          |                          |                         |                                   |
| Gegen bezahlte Prediger                                        |                         |                                              |                             |                                                    |                                      |                             |                             |                                |                                              |                                   | X                        |                          |                         |                                   |
| Gegen Gebrauch, Herstellung oder Verkauf von Tabak und Alkohol |                         |                                              |                             |                                                    |                                      |                             |                             |                                |                                              |                                   | X                        |                          |                         |                                   |
| Gegen Wetten, Glücksspiele, Lotterien, Spekulationen           |                         |                                              |                             |                                                    |                                      |                             |                             |                                |                                              |                                   | X                        |                          |                         |                                   |
| Fairer Handel                                                  |                         |                                              |                             |                                                    |                                      |                             |                             |                                |                                              |                                   | X                        |                          |                         |                                   |

Erläuterung: Das Ohio Yearly Meeting nennt explizit nur das Friedenszeugnis, aber in der Gemeindesatzung finden sich die anderen Zeugnisse (Gleichheit, Wahrhaftigkeit und Einfachheit) umschrieben wieder. Bei dem Canadian Yearly Meeting finden sich zwei unterschiedliche Aussagen an unterschiedlichen Stellen.

## Zeugnis der Integrität (Testimony of Integrity)
Zeugnis der Integrität wird in der Regel das Zeugnis gegen das Schwören – bzw. – den Eid genannt. Die Quäker weigerten sich Eide zu leisten und lehnten es ab zu schwören, da sie zu jeder Zeit in ihrem Reden und Verhalten wahrhaftig sein wollten (nach (Mt 5,34–37 ): Schwurverbot und Aufforderung zu klarer Rede: „Eure Rede sei ja, ja; nein, nein. Was darüber ist, das ist vom Übel“).
Dieses Zeugnis diente gerade in den ersten Jahren den Gegnern der Quäker als willkommene Angriffsfläche. Man brauchte einen Quäker nur wegen einer Lappalie vor Gericht bringen und ihn auffordern seine Aussagen unter Eid zu machen – was er stets verweigerte – um ihn kurz darauf wegen Missachtung des Gerichts ins Gefängnis werfen zu lassen.
Die Scheinheiligkeit des Gerichtes wird deutlich durch belegte Fälle, in denen Gerichte Quäker zu Verhandlungen bestellt haben, ohne eine Kaution zu verlangen und sich allein auf das Wort stützten, dass die Quäker versicherten zur Verhandlung zu erscheinen. Dies wird z. B. im Tagebuch (The Journal) von George Fox beschrieben.
Die Verweigerung des Eides hatte auch zur Folge, dass Quäker lange Zeit von öffentlichen Ämtern ausgeschlossen waren. Anderseits trug es auch zu ihrem wirtschaftlichen Erfolg bei. Denn als Geschäfts- und Handelspartner waren sie aufgrund ihrer Ehrlichkeit sehr angesehen.

## Friedenszeugnis (Peace Testimony)
Das Friedenszeugnis teilt sich in ein so genanntes Historisches Friedenszeugnis und ein allgemeines oder praktisches Friedenszeugnis, in dem z. B. die Verweigerung des Wehrdienstes bestimmt wird. Unter der Bezeichnung „Historisches Friedenszeugnis“ gibt es allerdings auch zwei Werke: Das erste wurde sofort beim Drucken konfisziert, erst der zweite Anlauf glückte. „Der Druck wurde am 21. Januar 1661 feierlich, aber ohne den Hut abzunehmen, dem König Charles II. überreicht, der jedoch kaum darauf reagierte und die Quäker weiter verfolgte“, wie Claus Bernet 2007 schreibt. Im alten Kalender endete das Jahr im März, so dass Januar 1660 nach unserem Kalender 1661 ist. Dieses historische Friedenszeugnis wurde zunächst kaum angenommen. Als Verfasserin gilt die Quäkerin Margaret Fell, die selbst aber nicht unterschrieb, sondern zwölf männliche Quäker.
Der Entwurf zum gegenwärtigen und zukünftigen Frieden in Europa von William Penn 1693 verfasst, ist nicht nur ein Zeugnis gegen den Krieg, sondern auch ein aktives „Für den Frieden“.
1742 wurde eine allgemeine Verpflichtung der männlichen Quäker zur Kriegsdienstverweigerung eingeführt. Fortan wurde jedem Wehrpflichtleistenden die Mitgliedschaft aberkannt; nach der Militärzeit konnten sie aber wieder aufgenommen werden. Auf diese Weise wurden regelmäßig ca. 20 % der jungen Männer ausgeschlossen.
Die theologische Begründung leitet sich aus Johannes 18:36 ab "Jesus antwortete: »Mein Königreich gehört nicht zu dieser Welt. Wäre ich ein weltlicher Herrscher, dann hätten meine Leute für mich gekämpft, damit ich nicht in die Hände der Juden falle. Aber mein Reich ist von ganz anderer Art.«". Daraus wird abgeleitet, dass eine Nachfolge und die Teilhabe am Reich Gottes das Kämpfen ausschließen.

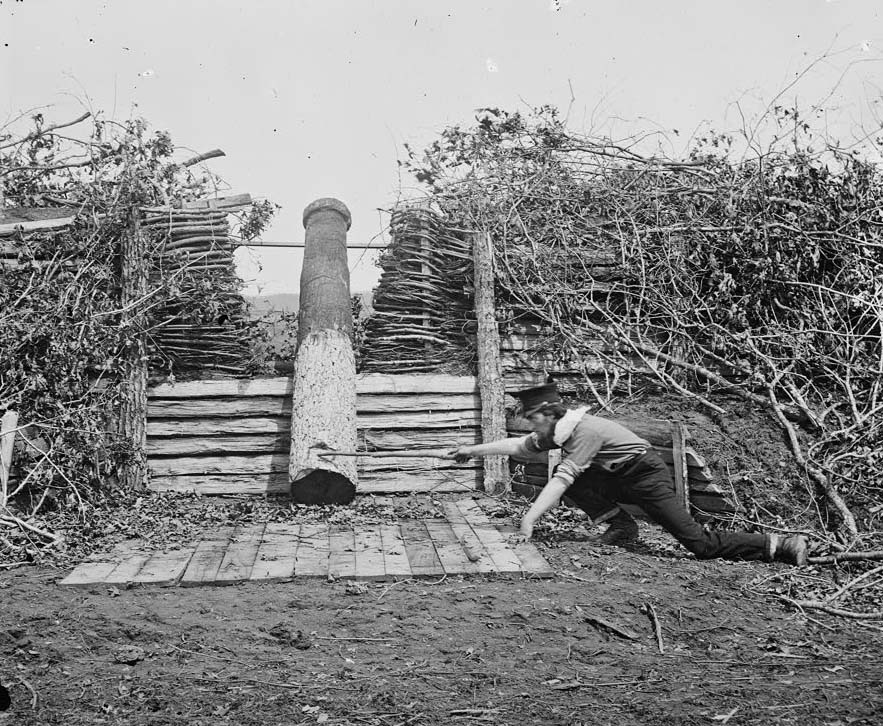
Eine Quaker Gun nahe Centreville, Virginia, im März 1862, hinter dem Wall der Konföderierten Stellung während des Sezessionskriegs

Im Amerikanischen Unabhängigkeitskrieg täuschte General George Washington eine Loyalisten-Stellung, indem er aus Baumstämmen Attrappen von Artilleriegeschützen baute. Die Attrappen waren so überzeugend, dass diese Stellung kapitulierte, ohne dass ein einziger Schuss fiel. Solche Attrappen, Quaker Guns genannt, wurden seitdem immer wieder im 18. und 19. Jahrhundert verwendet, so auch während des Sezessionskriegs. Sie haben nichts mit den Quäkern direkt zu tun, sondern spielen auf ihre pazifistische Haltung an.
Während des Unabhängigkeitskriegs beteiligten sich aber auch tatsächlich einige Quäker direkt oder indirekt am Krieg gegen England und wurden von ihren Versammlungen ausgeschlossenen. Später gründete einer dieser Quäker, Samuel Wetherill, die Free Quakers und baute mit Unterstützung von u. a. Washington und Benjamin Franklin 1783 ein eigenes Versammlungshaus an der 5th und Arch Street in Philadelphia. Aus Prinzip schlossen die Freien Quäker niemanden, weder aus theologischen noch aus moralischen Gründen, aus ihrer Gemeinschaft aus. 1836, nachdem einige Jahre niemand mehr die Andachten besucht hatte, wurde das Haus geschlossen.

AFSC-Logo

Im 19. Jahrhundert ist das Friedenszeugnis etwas in Vergessenheit geraten, bzw. nicht mehr beachtet worden. Im 20. Jahrhundert entdeckte Rufus Jones das Friedenszeugnis wieder. Er sah darin die Kraft zur Einigung der zersplitterten Quäker und schaffte damit eine Renaissance des Quäkertums. Der Religionssoziologe Thomas C. Kennedy geht davon aus, dass das Quäkertum ohne das zweite Friedenszeugnis untergegangen wäre.

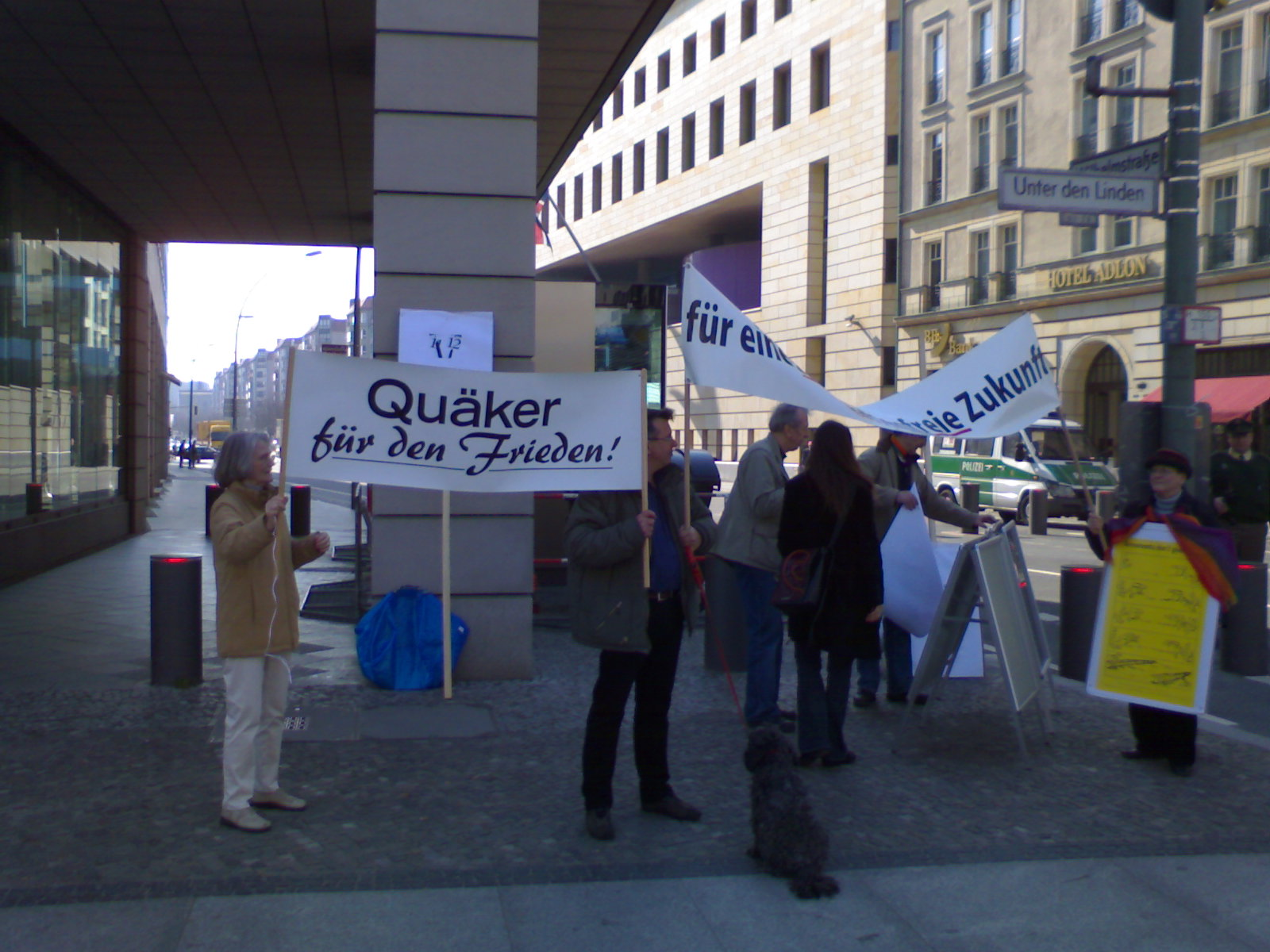
Mahnwache der Quäker vor der Britischen Botschaft in Berlin am 18. März 2007

In jedem Falle ist das Bild der Quäker in der Öffentlichkeit heute entscheidend geprägt von der Friedensarbeit nach und während der beiden Weltkriege. Erwähnt sei auch die Verleihung des Friedensnobelpreises an das American Friends Service Committee (AFSC). In der Zwischenkriegszeit waren die Quäker energische Befürworter des Völkerbundes und der Erhaltung des Weltfriedens.
In Deutschland, in der NS-Zeit, bemühte sich das Berliner Quäker-Büro um die Hilfe für politisch und rassisch Verfolgte und rettete einigen das Leben. Ab 1941 musste die Arbeit aus dem Untergrund fortgesetzt werden. Am 5. April 2006 wurde zu Ehren der Pädagogin und Widerstandskämpferin gegen den Nationalsozialismus Elisabeth Abegg (1882–1974) in Berlin eine Straße benannt. Mit Hilfe vor allem von britischen Freunden wurde das Rest Home Projekt betrieben.
1951 wanderte eine Gruppe von elf Quäker-Familien aus Alabama nach Costa Rica aus, weil vier junge Männer aus diesen Familien zuvor inhaftiert worden waren, nachdem sie sich geweigert hatten, im Koreakrieg zu dienen. Costa Rica hatte am 8. Mai 1949 seine Armee per Verfassung abgeschafft, so dass sie dort in Frieden leben konnten.

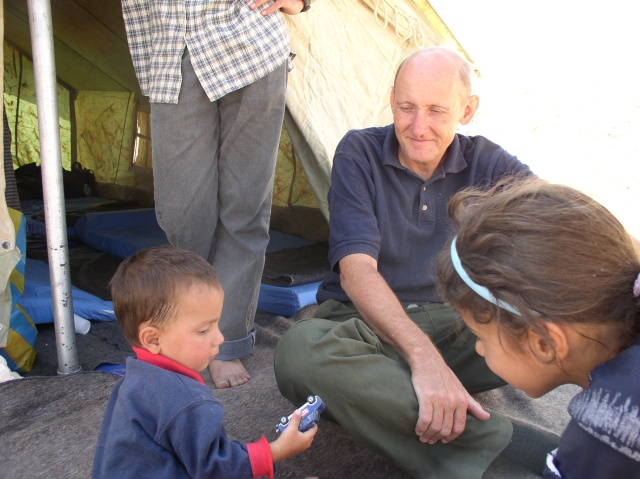
Tom Fox

Heute ist ein Ziel der Quäker ein internationaler Zivildienst für Kriegsdienstverweigerer aus Glaubens- und Gewissensgründen sowie eine Friedenssteuer, die den Steuerzahlern, die das wünschen, ermöglicht, zu verhindern, dass ihre Steuern für militärische Auseinandersetzungen verwendet werden. Viele Aktivitäten Einzelner kommen erst in das Bewusstsein der Öffentlichkeit durch einen tragischen Tod, wie dem von Tom Fox im Irak. Andere Aktivitäten werden auch mit großer Skepsis betrachtet, wie das erneute Treffen unter anderem von Quäkern mit Mahmud Ahmadineschad.

### Populäre Irrtümer
Einer scheinbar unausrottbaren Legende nach, soll George Fox einmal zu William Penn gesagt haben „Trage dein Schwert so lange du kannst“. Die Geschichte ist frei erfunden (siehe dazu William Penn → Legenden).
Ein anderer Irrtum ist die Annahme, die Quäker würden Staatsgewalt als ganzes ablehnen und deshalb keine hoheitlichen Aufgaben übernehmen. Der Grund warum die frühen Freunde nicht in den Staatsdienst gingen war, dass dazu der Amtsschwur nötig war, den sie nicht leisten konnten. Später, als die Quäker beim „Heiligen Experiment“ zum ersten Mal die Regierung stellten, waren sie auch Teil der Staatsmacht. Gleichwohl führten sie nie mit anderen Ländern oder Indianern Krieg. Im Folgenden eine kurze Passage aus einem Brief von George Fox an die Obrigkeit:

„Die Obrigkeit soll das Schwert, das den Übeltäter ein Schrecken sein soll, nicht umsonst tragen; wie die Obrigkeit, die das Schwert umsonst trägt, den Übeltätern kein Schrecken ist, so ist auch kein Zeichen des Ruhmes für den, der recht tut; Gott hat nun durch seine Macht ein Volk erweckt, welches die Priester, die Obrigkeit und das Volk in ihrem Ärger ‚Quäker‘ nennen. Dieses schreit gegen die Trunksucht und das Schwören; die Trunkenbolde aber, denen das Schwert der Obrigkeit ein Schrecken sein sollte, gehen, wie wir sehen, frei umher; von denen jedoch, die gegen dieses Laster eifern, kommen viele ins Gefängnis, weil sie Zeugnis ablegen gegen den Stolz, die Unreinheit, gegen das betrügerische Handeln auf Märkten, gegen Ausschweifung und Leichtfertigkeit, gegen das Spiel mit Kegeln, Würfeln und Karten und andere eitle und sündige Vergnügen […] Das Schwert der Obrigkeit wird, wie wir sehen, vergeblich getragen, während die Übeltäter frei sind, böses zu tun; die aber, welche gegen das Böse eifern, werden dafür bestraft von der Obrigkeit, die ihr Schwert gegen den HERRN kehrt […]“

## Zeugnis der Einfachheit (Testimony of Simplicity) und der Gleichheit (Testimony of Equality)
Die beiden Zeugnisse sind nicht ganz leicht voneinander zu trennen. Ersteres wird theologisch abgeleitet aus Matthäus 6,28 "Und warum seid ihr um Kleidung besorgt? Betrachtet die Lilien des Feldes, wie sie wachsen; sie mühen sich nicht, auch spinnen sie nicht. 29 Ich sage euch aber, dass selbst nicht Salomo in all seiner Herrlichkeit bekleidet war wie eine von diesen.". Und bei der Gleichheit wird auf 1. Mose 1,27 verwiesen "Und Gott schuf den Menschen als sein Bild, als Bild Gottes schuf er ihn; als Mann und Frau schuf er sie."
Dass die Quaker nicht ihren Hut zur Begrüßung zogen, keine Verbeugung, keine Ehrentitel verwendeten, ist zum einen ein Zeugnis für Einfachheit und Ablehnung von Dekadenz, anderseits könnte es auch damit begründet werden, dass kein Unterschied im Ansehen der Person gemacht wird. Das führte erwartungsgemäß zu Konflikten, gerade im Umgang mit höher gestellten Persönlichkeiten. William Penn führt dazu aus:

„Wir geben gern zu, dass unsere Art, Ehre zu erweisen, gewissermaßen so verborgen als unsere Religion ist, und dass beide für weltlich gesinnte Gemüter, eben sowenig erkennbar als behaglich sind. Unser einfaches und geradliniges Benehmen fällt ihnen als eigen und sonderbar auf, und geht sozusagen ganz gegen den Strich.“

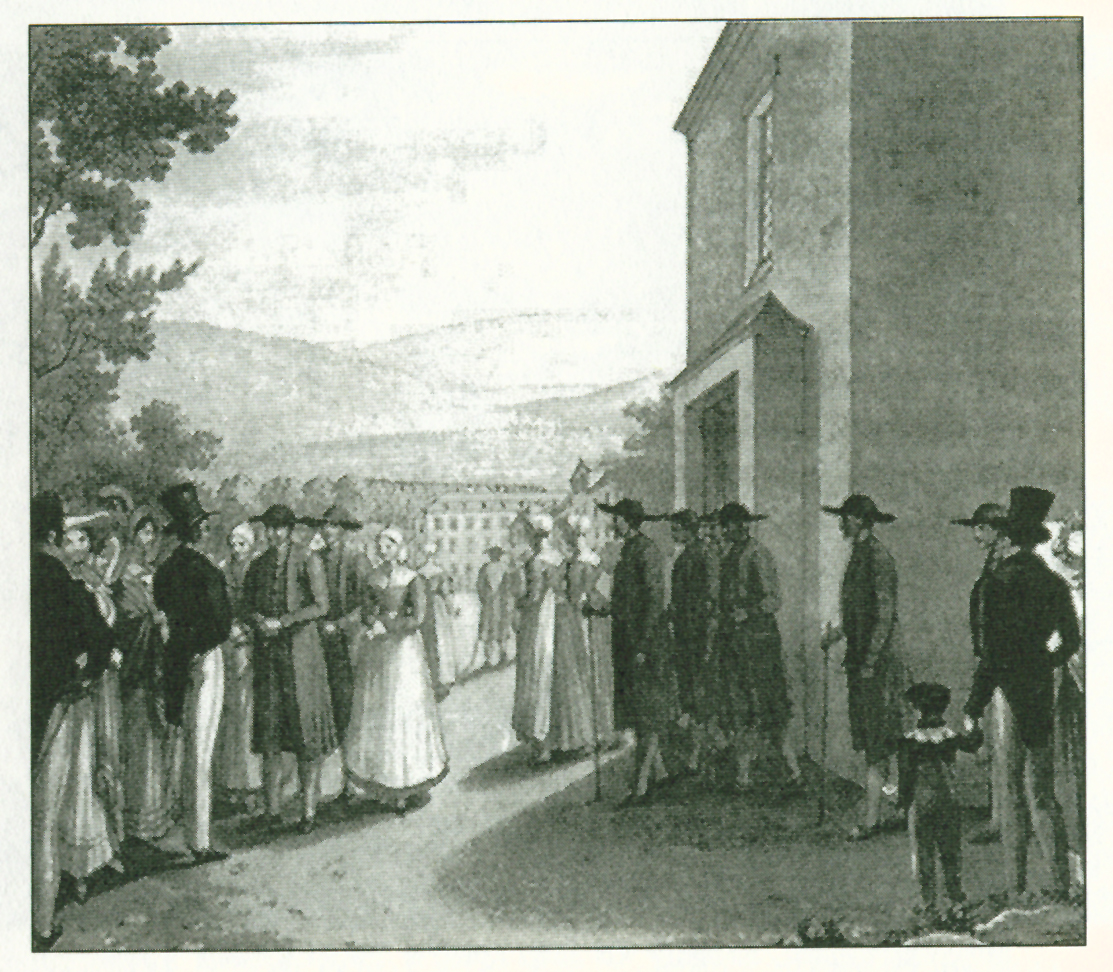
Deutsche Quäker in Friedensthal, im 18. Jahrhundert, mit ihren damals typischen „Quäkeruniformen“

Die so genannte Quäkeruniform, die sich langsam ab dem 18. Jahrhundert etablierte, war als Zeugnis der Einfachheit gedacht und nicht als Zeugnis der Uniformität. In diesem Zusammenhang sei noch erwähnt, dass es im Englischen den Begriff Quaker Gray gibt, in Anspielung an die grauen Quäkeruniformen des 18. bis 19. Jahrhunderts. In dieser Zeit waren übrigens die Umgangsformen, die noch im 17. Jahrhundert z. T. heftige Reaktionen hervorgerufen hatten, zum respektablen Erkennungszeichen geworden. So ist die folgende Schilderung in der Gemeindechronik von Friedrichstadt aus dem Jahre 1713 zu finden:

„Zwey officier des Abends im Sommer Spatzieren Gingen auf der gaßen und Vor die Thure des Haußes […] Vorbey […], dass der Man So in dem Hauße wohnete Vor die Thur saas mit […] Claas S.[chnieder] das der eine Officier Zu den Andern Sagte bruder da sitzsen 2 Quaker die danken dich nicht wenn du ihnen guten abend bitest auch Sagen sie nicht guten taag oder abend wenn du ihnen Auch auf der Stelle tod schlügest, der andere Officier antwortete bruder ich wette mit dich sie sollen guten abend sagen oder mich danken[.] hierauf ging die wette vor sich, Sie kehrten wieder umb, und blieben Vor die beiden stehen, der eine Officier Zoge sein Hut ab und sagte Guten Abend, Niemand aber antwortete ihm, darauf sagte er wolt ihr ein Officier nicht danken wenn er auch ein guten abend bitet, sie aber wahren noch still, darauf Zog der Officier vom Leder setzte den degen dem Quaker auf die Brust, und sagte sprich guten abend oder ich jage dich durch, er aber sas gelassentlich stille, sprach kein wort. Claas Schneider aber sprang auf und lief da von, wurde aber von die Quaker abgethan weil er es nicht vor ein fehler wollte erkennen das er hatte geloffen, wie aber der andere Quaker nichts nach des Officier dräuen fragte, fingen sie beide an Zu lache[n], und der eine steckte den degen wieder auf, und der andere sagte bruder ich habe gewonnen, der eine wahr kein echter Quaker dieser aber ist einer der spricht nicht und lauft auch nicht.“

Auch die Versammlungshäuser der Quäker haben keinerlei Schmuck. Grund ist, dass dies vom Wesentlichen – dem inneren Christus – ablenken könnte und so eine Offenbarung oder „Heimsuchung“ verhindert wird.

## Soziales Zeugnis (Testimony of Equality)
Gelegentlich wird in der Neueren Zeit von einem Sozialen Zeugnis gesprochen. Oder das Bedürfnis unter Quäkern, ein solches ausformulieren zu wollen. Was man dazu findet, entspricht aber meist dem, was sich aus dem Zeugnis der Gleichheit (Testimony of Equality) und/oder dem Friedenszeugnis schon ableiten ließe. In diesen Bereich fallen die folgenden Aktivitäten.

### Quäkerhilfe

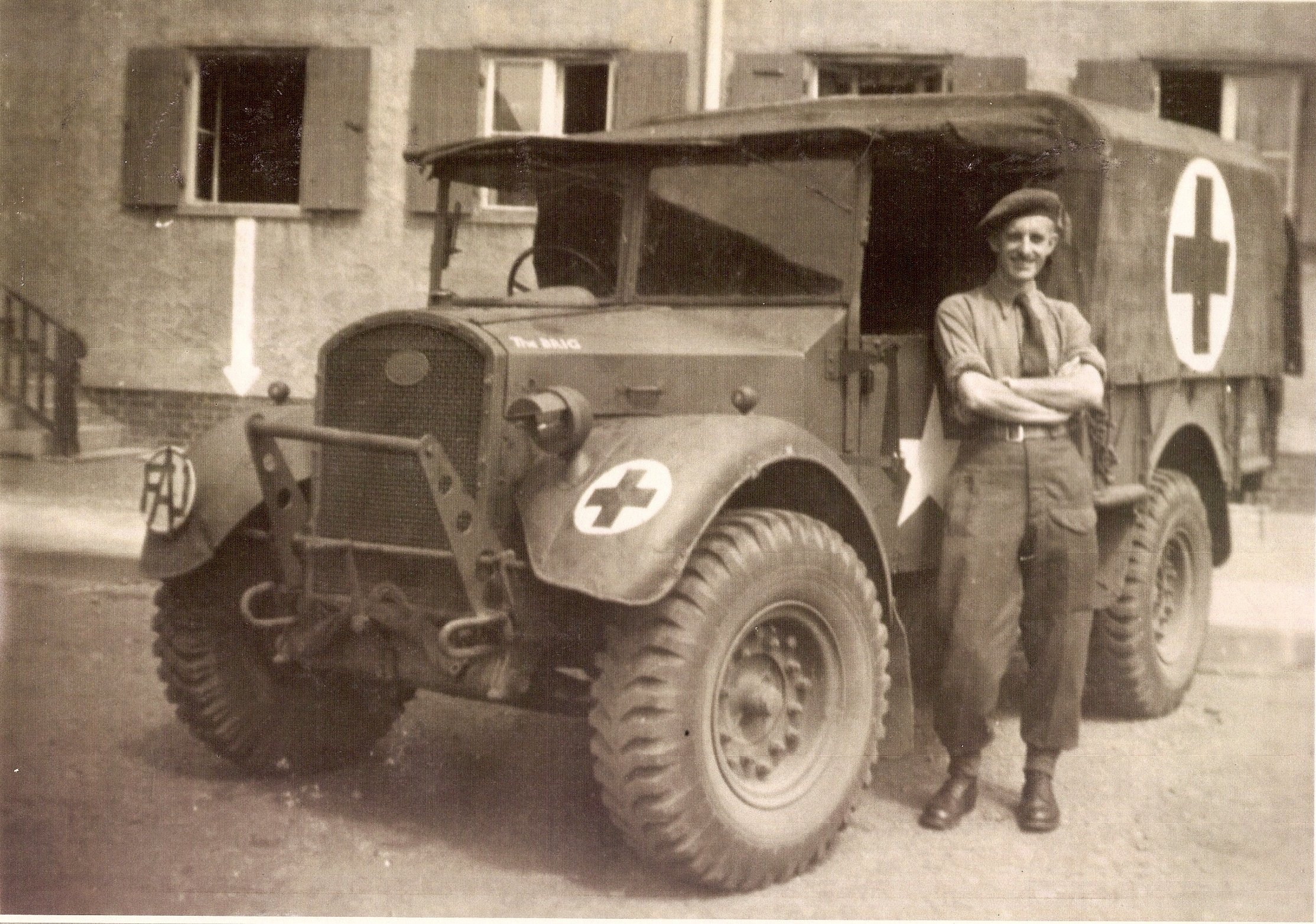
Friends Ambulance Unit, Wolfsburg, Deutschland, 1945

Schon 1813 gründeten deutsche und englische Quäker einen Hilfsfonds für die Opfer des Napoleonischen Krieges in Sachsen, und ab 1870 begannen Quäker ihre Hilfe für die Bevölkerung in und nach Kriegszeiten zu koordinieren und unter ein Logo zu stellen: den Quäkerstern. Die „Quäkerhilfe“ ist der Überbegriff für die Arbeit der Hilfswerke, die die Quäker (als Vereine oder andere Rechtsformen) gegründet haben, und die eigenständig arbeiten.
In den USA ist es das American Friends Service Committee (AFSC, gegründet 1917), das Canadian Friends Service Committee (CFSC) existiert seit 1931. Aus Großbritannien stammt Quaker Peace & Social Witness (QPSW).
1919 bis 1926 wurden in ganz Europa, vor allem aber in Deutschland, Frankreich, Serbien und Russland, Menschen vor dem Verhungern bewahrt, und nach dem Zweiten Weltkrieg war die Quäkerhilfe in Deutschland aktiv. Außer der Quäkerspeisung leistete sie auch Flüchtlingshilfe und Versöhnungsarbeit, zum Beispiel mit Nachbarschafts- und Studentenheimen.
Insbesondere die so genannten CARE-Pakete (Cooperative for American Relief to Europe), von denen acht Millionen von August 1946 bis Juni 1960 nach Deutschland geschickt wurden, machten die Quäker nach dem Zweiten Weltkrieg in Deutschland wieder bekannt. CARE war ein Zusammenschluss von 22 Organisationen (Quäker, Mennoniten, Heilsarmee, Gewerkschaften).
1947 erhielten die beiden Hauptorganisationen der Hilfe nach dem Zweiten Weltkrieg, der Friends Service Council (FSC) in London und das American Friends Service Committee (AFSC) Washington, D.C. den Friedensnobelpreis.
In Deutschland wurde 1963 die Quäker-Hilfe e. V. gegründet. Seit einigen Jahren ist die durch die deutsche und die amerikanische (AFSC) Quäkerhilfe gegründete, gemeinnützig-mildtätige Quäker-Hilfe Stiftung für die Finanzierung der durch die Hilfswerke durchgeführten Projekte zuständig.
Allen Hilfswerken gemeinsam ist die Ausrichtung: die Projekte sind partnerschaftlich orientiert, fördern Eigeninitiative und helfen möglichst nachhaltig. Zudem sollen die Ursachen angegangen werden, indem demokratische Strukturen gestärkt und Vorurteile abgebaut werden. Den Quäkern stehen dabei häufig vergleichsweise geringe finanzielle Mittel zur Verfügung.
Siehe auch Artikel: Quaker Peace and Social Witness

### Religionsfreiheit
Seit Beginn ihrer Existenz setzen sich die Quäker für Toleranz und Religionsfreiheit ein, obwohl oder gerade weil sie ihrerseits lange Zeit unter der Verfolgung anderer religiöser (und politischer) Machthaber zu leiden hatten. Der US-Bundesstaat Pennsylvania, der von dem Quäker William Penn gegründet wurde, gewährte schon im 17. Jahrhundert allen Bürgern jedweden Bekenntnisses absolute Religionsfreiheit. Diese praktizierte Toleranz schloss auch das Zusammenleben mit den Indianern ein.

### Frauen- und Menschenrechte

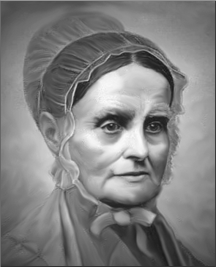
Lucretia Mott

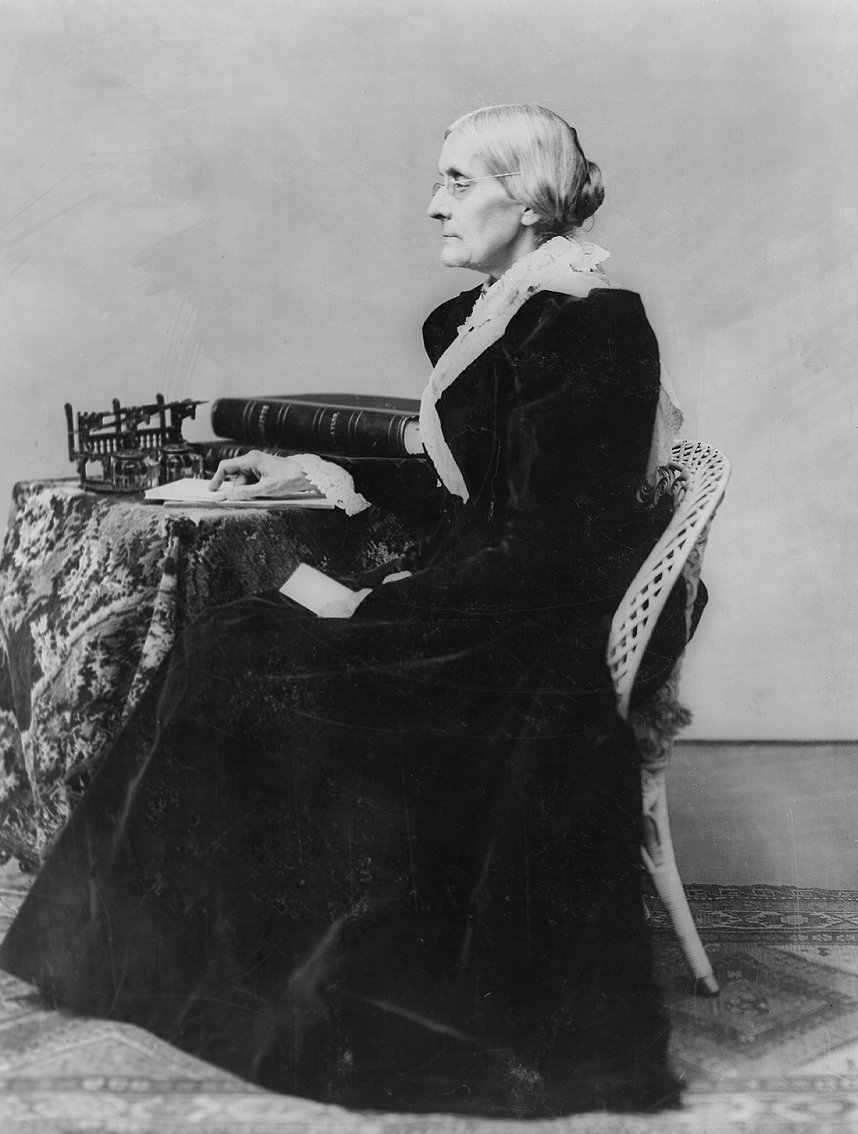
Susan B. Anthony

Ebenso waren einige Quäker bereits im 17. Jahrhundert Vorkämpfer für die Abschaffung der Sklaverei. Nordamerikanische Quäker (Benjamin Lay, John Woolman, Anthony Benezet, Levi Coffin und viele andere) engagierten sich seit 1688 („Germantown protest“, Franz Daniel Pastorius) in der Bewegung zur Abschaffung der Sklaverei, dem Abolitionismus, obwohl es lange Zeit auch Quäker gab, die selbst Sklaven hatten. Quäker waren maßgeblich an der Organisation der sogenannten „Underground Railroad“ beteiligt, einem Netzwerk von Unterstützern, die geflohenen Sklaven aus den Südstaaten auf ihrer Flucht nach Norden und nach Kanada Unterschlupf und Hilfe gewährten.
Bei der Begründung der amerikanischen Frauenrechtsbewegung 1848 in Seneca Falls (Declaration of Sentiments), waren die Quäkerinnen Lucretia Mott und Susan B. Anthony die Hauptbeteiligten.

### Gefängnisarbeit

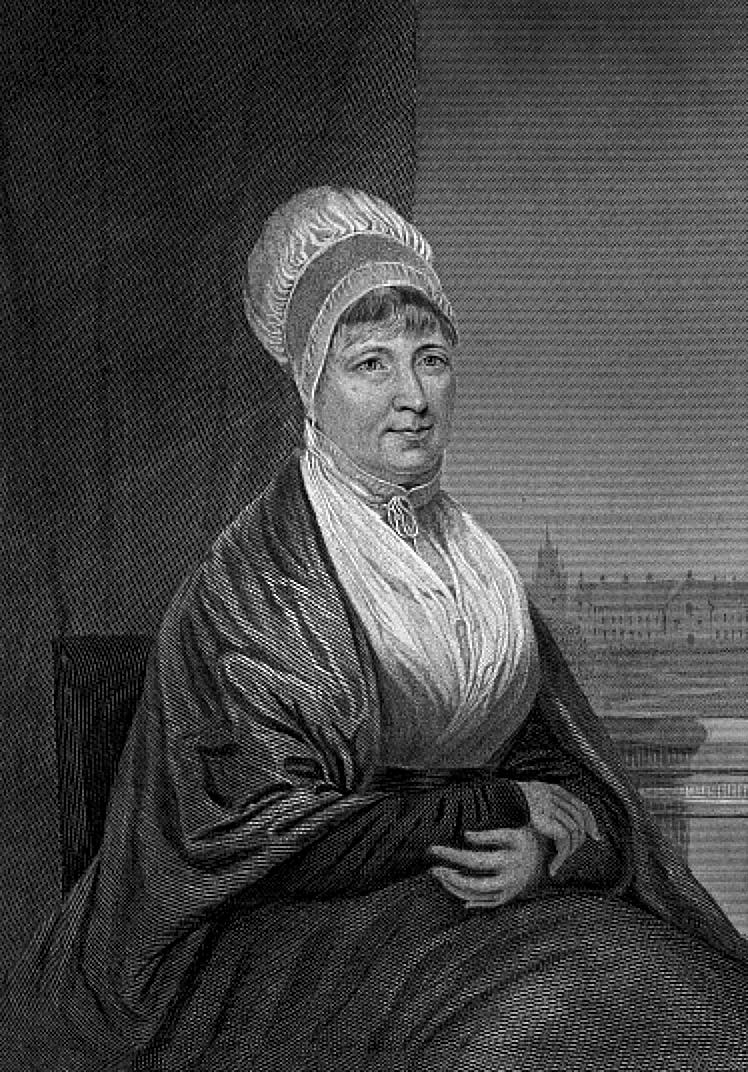
Elizabeth Fry

Die Quäkerin Elizabeth Fry (1780–1845) war eine der ersten, die sich für die Rechte und die Würde von Gefangenen einsetzte und in der Folge eine Reform im englischen Gefängniswesen in Gang setzte.
1975 baten Insassen des New Yorker Staatsgefängnis die Quäker um Hilfe, Möglichkeiten zu finden, die Gewaltbereitschaft der Inhaftierten innerhalb des Gefängnisses zu mindern. Das entstandene Projekt PAG (Projekt Alternativen zur Gewalt) arbeitet seit 1994 auch in Deutschland.

## Kritik
Die Zeugnisse der Quäker verstehen sich im Sinne von „An ihren Früchten sollt ihr sie erkennen.“ (Matthäus 7,16) Die Quäker sehen somit ihren Lebenswandel als Zeugnis ihres Glaubens und – zumindest in den Anfängen – auch als Zeugnis ihrer Rechtgläubigkeit. Das brachte ihnen seitens der Lutheraner den Vorwurf der „Werkgerechtigkeit“ ein.

## Glossar
Für die im Artikel verwendeten Fachbegriffe siehe auch Artikel Glossar Quäkertum.